# مسييه 107
م107 أو مسييه 107 (بالإنجليزية:Globular Cluster M107 أو Messier Object 107 أو NGC 6171) هو تجمع نجمي يوجد في كوكبة الحواء.
اكتشفه بيير ميشان في أبريل عام 1782، كما اكتشفه وليام هيرشل عام 1793 بدون سابق معرفتة عن اكتشاف ميشان له. وقامت العالمة الفلكية هيلين هوج بقيدة في فهرس مسييه عام 1947 باعتبار أن بيير ميشان هو مكتشفة الأول. ومن المعروف أن الجرم مسييه 103 هو آخر جرم سماوي قام مسييه بنفسه بقيدة بفهرسه المعروف باسمه.

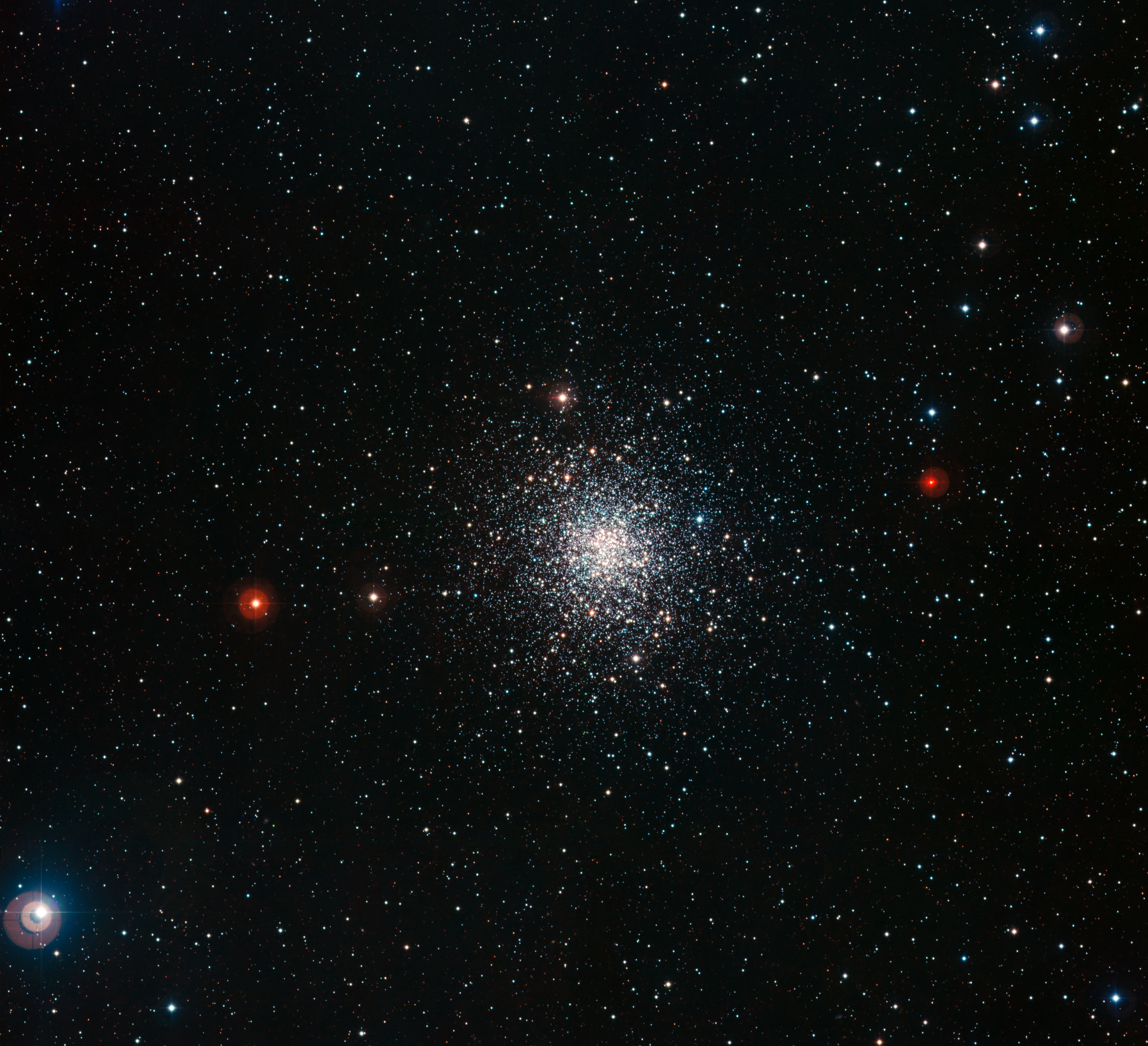
مسييه 107

ويعتبر التجمع أو الثريا م107 قريبا من مستوي المجرة ويبعد نحو 20.900 ألف سنة ضوئية عن الأرض. وقد اكتشفت حتى الآن 25 من النجوم المتغيرة في هذا التجمع النجمي. ويمكن رصد عنقود M107 بسهولة من خلال مقراب صغير وخاصة خلال شهر يوليو.

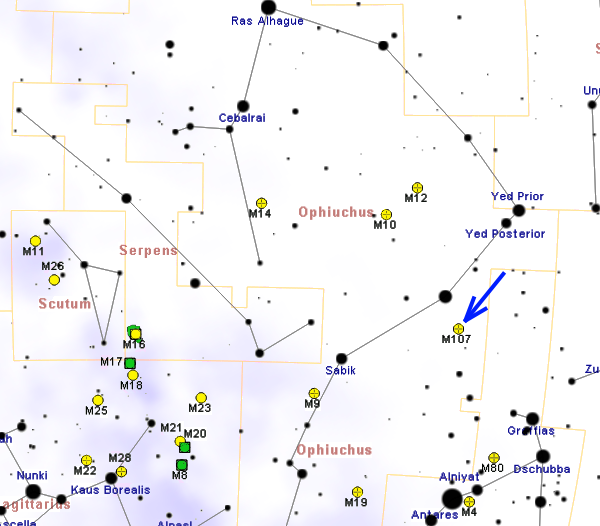
كوكبة الحواء ، وموقع M107 فيها.

## وصلات خارجية
- موقع الكون